# Droga krajowa B314 (Niemcy)
Droga krajowa 314 (Bundesstraße 314, B 314) – niemiecka droga krajowa przebiegająca wzdłuż granicy ze Szwajcarią okalając od północy "worek szafuzki" od B34 w Lauchringen do B34 w Singen w południowej Badenii-Wirtembergii.